# United Newland Crusaders 2023
Questa voce raccoglie le informazioni riguardanti gli United Newland Crusaders nelle competizioni ufficiali della stagione 2023.

## Vaahteraliiga 2023

### Stagione regolare
| Helsinki 12 maggio 2023, ore 18:30 1ª giornata | Helsinki Wolverines | 6 – 35 (0-0 0-7 0-21 6-7) referto | United Newland Crusaders | Velodromo di Helsinki (158 spett.)\| Arbitro: \| M. Makarainen \| |
| Arbitro:                                       | M. Makarainen       |                                   |                          |                                                                   |

| Porvoo 25 maggio 2023, ore 18:30 3ª giornata | Porvoon Butchers | 42 – 21 (12-0 7-14 8-0 15-7) referto | United Newland Crusaders | Porvoon Keskuskenttä (230 spett.)\| Arbitro: \| Toijala \| |
| Arbitro:                                     | Toijala          |                                      |                          |                                                            |

| Kuopio 2 giugno 2023, ore 18:30 4ª giornata | Kuopio Steelers | 13 – 7 (0-0 7-0 0-0 6-7) referto | United Newland Crusaders | Väinölänniemen stadion (436 spett.)\| Arbitro: \| Toijala \| |
| Arbitro:                                    | Toijala         |                                  |                          |                                                              |

| Lohja 11 giugno 2023, ore 16:30 5ª giornata | United Newland Crusaders | 34 – 42 (0-7 7-21 14-14 13-0) referto | Seinäjoki Crocodiles | Ojamon kenttä\| Arbitro: \| Janhuba \| |
| Arbitro:                                    | Janhuba                  |                                       |                      |                                        |

| Lohja 17 giugno 2023, ore 16:30 6ª giornata | United Newland Crusaders | 42 – 35 (7-7 14-14 6-7 15-7) referto | Wasa Royals | Harjun kenttä (150 spett.)\| Arbitro: \| M. Immonen \| |
| Arbitro:                                    | M. Immonen               |                                      |             |                                                        |

| Helsinki 30 giugno 2023, ore 18:30 7ª giornata | Helsinki Roosters | 28 – 29 (0-7 14-14 14-0 0-8) referto | United Newland Crusaders | Velodromo di Helsinki (359 spett.)\| Arbitro: \| V. Lamminsalo \| |
| Arbitro:                                       | V. Lamminsalo     |                                      |                          |                                                                   |

| Seinäjoki 7 luglio 2023, ore 18:30 8ª giornata | Seinäjoki Crocodiles | 38 – 35 (7-0 14-7 3-14 14-14) referto | United Newland Crusaders | Wirokit Stadion (525 spett.)\| Arbitro: \| Toijala \| |
| Arbitro:                                       | Toijala              |                                       |                          |                                                       |

| Lohja 14 luglio 2023, ore 18:30 9ª giornata | United Newland Crusaders | 41 – 45 (0-7 7-7 21-21 13-10) referto | Kuopio Steelers | Harjun kenttä (250 spett.)\| Arbitro: \| M. Makarainen \| |
| Arbitro:                                    | M. Makarainen            |                                       |                 |                                                           |

| Lohja 20 luglio 2023, ore 18:30 10ª giornata | United Newland Crusaders | 7 – 49 (0-21 7-14 0-7 0-7) referto | Helsinki Roosters | Harjun kenttä (255 spett.)\| Arbitro: \| Janhuba \| |
| Arbitro:                                     | Janhuba                  |                                    |                   |                                                     |

| Vaasa 28 luglio 2023, ore 18:30 11ª giornata | Wasa Royals | 39 – 22 (7-0 13-14 13-0 6-8) referto | United Newland Crusaders | Kaarlen kenttä (352 spett.)\| Arbitro: \| Toijala \| |
| Arbitro:                                     | Toijala     |                                      |                          |                                                      |

| Lohja 10 agosto 2023, ore 18:30 12ª giornata | United Newland Crusaders | 42 – 20 (16-6 14-0 6-14 6-0) referto | Helsinki Wolverines | Harjun kenttä (160 spett.)\| Arbitro: \| Toijala \| |
| Arbitro:                                     | Toijala                  |                                      |                     |                                                     |

| Lohja 25 agosto 2023, ore 18:30 14ª giornata | United Newland Crusaders | 44 – 55 (12-7 6-14 6-21 20-13) referto | Porvoon Butchers | Harjun kenttä (144 spett.)\| Arbitro: \| Toijala \| |
| Arbitro:                                     | Toijala                  |                                        |                  |                                                     |

## Statistiche di squadra
| Competizione      | %Vittorie | In casa | In casa | In casa | In casa | In casa | In casa | In trasferta | In trasferta | In trasferta | In trasferta | In trasferta | In trasferta | Totale | Totale | Totale | Totale | Totale | Totale |
| Competizione      | %Vittorie | G       | V       | N       | P       | Pf      | Ps      | G            | V            | N            | P            | Pf           | Ps           | G      | V      | N      | P      | Pf     | Ps     |
| ----------------- | --------- | ------- | ------- | ------- | ------- | ------- | ------- | ------------ | ------------ | ------------ | ------------ | ------------ | ------------ | ------ | ------ | ------ | ------ | ------ | ------ |
| Stagione regolare | .333      | 6       | 2       | 0       | 4       | 210     | 246     | 6            | 2            | 0            | 4            | 149          | 166          | 12     | 4      | 0      | 8      | 359    | 412    |
| Totale            | .333      | 6       | 2       | 0       | 4       | 210     | 246     | 6            | 2            | 0            | 4            | 149          | 166          | 12     | 4      | 0      | 8      | 359    | 412    |

## Statistiche personali

### Marcatori
| Giocatore     | Ruolo | TD rush | TD recv | TD int | TD p.ret | TD k.ret | TD oth | Xp1 | Xp2 | FG | Saf | Totale |
| ------------- | ----- | ------- | ------- | ------ | -------- | -------- | ------ | --- | --- | -- | --- | ------ |
| Rowland       |       | 11      | 6       | 0      | 0        | 1        | 1      | 0   | 3   | 0  | 0   | 120    |
| Long          |       | 0       | 8       | 0      | 0        | 0        | 0      | 0   | 2   | 0  | 0   | 52     |
| C. Johnson    |       | 0       | 8       | 0      | 0        | 0        | 0      | 0   | 0   | 0  | 0   | 48     |
| Gallardo      |       | 0       | 0       | 0      | 0        | 0        | 0      | 33  | 0   | 0  | 0   | 33     |
| Hellett       |       | 0       | 2       | 1      | 0        | 1        | 0      | 0   | 0   | 0  | 0   | 24     |
| Slater        |       | 0       | 3       | 0      | 0        | 0        | 1      | 0   | 0   | 0  | 0   | 24     |
| Yeldell       |       | 4       | 0       | 0      | 0        | 0        | 0      | 0   | 0   | 0  | 0   | 24     |
| J. Nimi Nzita |       | 0       | 3       | 0      | 0        | 0        | 0      | 0   | 1   | 0  | 0   | 20     |
| A. Blomqvist  |       | 1       | 0       | 0      | 0        | 0        | 0      | 0   | 0   | 0  | 0   | 6      |
| A. Messina    |       | 0       | 1       | 0      | 0        | 0        | 0      | 0   | 0   | 0  | 0   | 6      |
| Team          |       | 0       | 0       | 0      | 0        | 0        | 0      | 0   | 0   | 0  | 1   | 2      |

### Passer rating
| Giocatore  | G | Att | Comp | Int | Yds  | TD | NFL   | NCAA   |
| ---------- | - | --- | ---- | --- | ---- | -- | ----- | ------ |
| Yeldell    | 8 | 230 | 128  | 4   | 1516 | 19 | 96,21 | 134,80 |
| Kinchen    | 3 | 100 | 55   | 5   | 504  | 9  | 78,08 | 117,04 |
| Long       | 2 | 23  | 9    | 2   | 131  | 3  | 61,78 | 112,63 |
| C. Johnson | 1 | 1   | 1    | 0   | 13   | 0  |       |        |
| Rowland    | 1 | 0   | 0    | 0   | 0    | 0  |       |        |